# 边永立
边永立（韓語：변영립，1929年9月20日—2016年11月15日），又译边荣立，出生于朝鲜黄海南道载宁郡，毕业于金日成综合大学，物理专家。1993年起，任国家科学院副院长。1999年，被任命为朝鲜教育相。2003年起，担任国家科学院院长至2009年。2009年7月起任最高人民会议常任委员会秘书长。2010年朝鲜劳动党代表会议上，当选劳动党中央政治局委员。